# Knut Folkerts

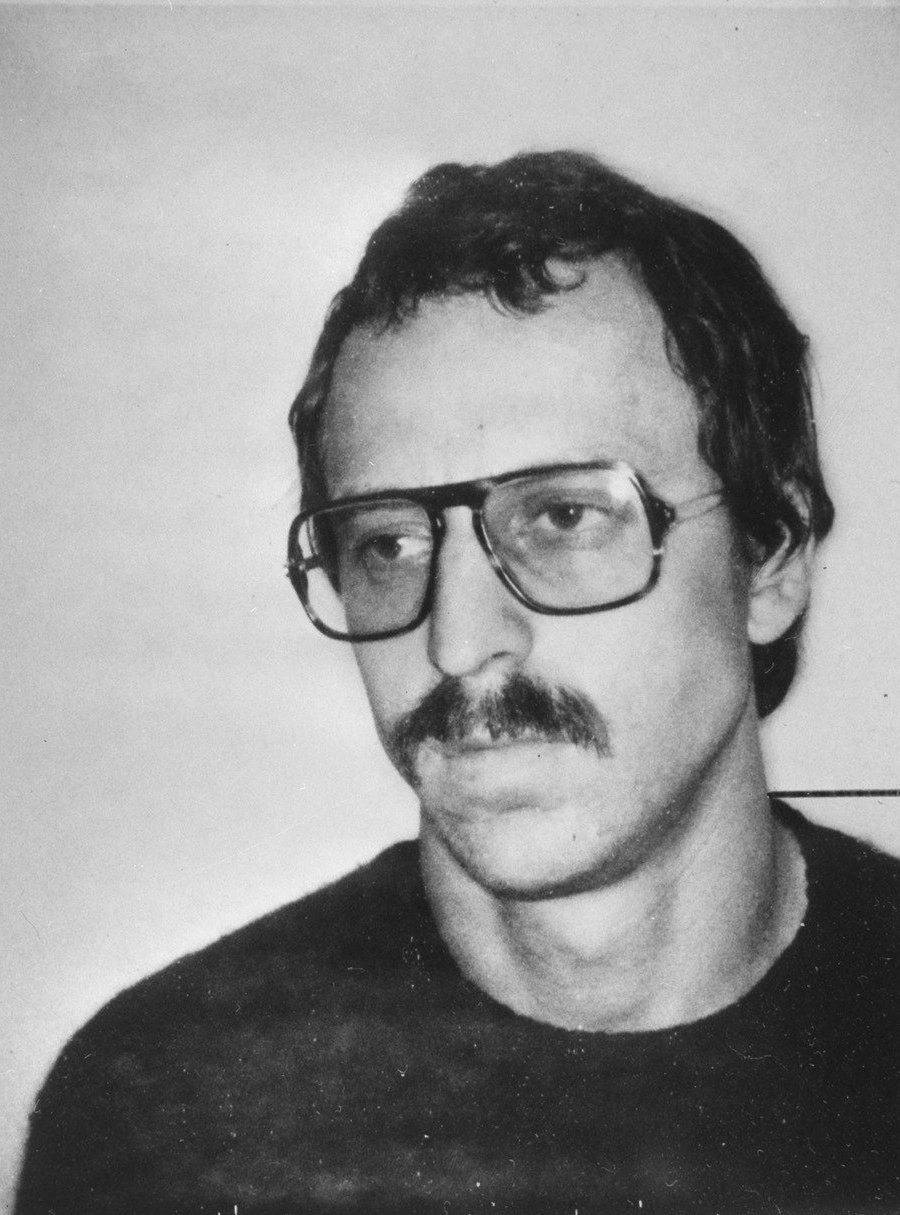
Knut Folkerts (jaren 70)

Knut Detlef Folkerts (Singen, 1 januari 1952) is een voormalig lid van de extreemlinkse Duitse terroristische beweging Rote Armee Fraktion.
Folkerts werd na een overval op 1 juli 1977 op een wapenfabriek in Frankfurt am Main gezocht. Bij een poging tot aanhouding schoot hij op 22 september 1977 in Utrecht de politieman Arie Kranenburg dood. Kranenburg was lid van een arrestatieteam dat Folkerts in het vizier had en een hinderlaag voor hem had uitgelegd. In een autoverhuurbedrijf aan de Croeselaan kwam het tot een fatale confrontatie. Naast Kranenburg raakte collega Leen Pieterse zwaargewond. Folkerts werd overmeesterd door Flip Raap, lid van het Brabantse observatieteam dat bij de aanhouding assisteerde, gearresteerd en in december 1977 door de Utrechtse rechtbank tot 20 jaar cel veroordeeld. Hij werd uitgeleverd aan Duitsland om daar tot tweemaal levenslang veroordeeld te worden wegens terroristische activiteiten. In 1995 kwam hij na 18 jaar vervroegd voorwaardelijk vrij. In 2000 werd de voorwaardelijke vrijlating omgezet in een definitieve.

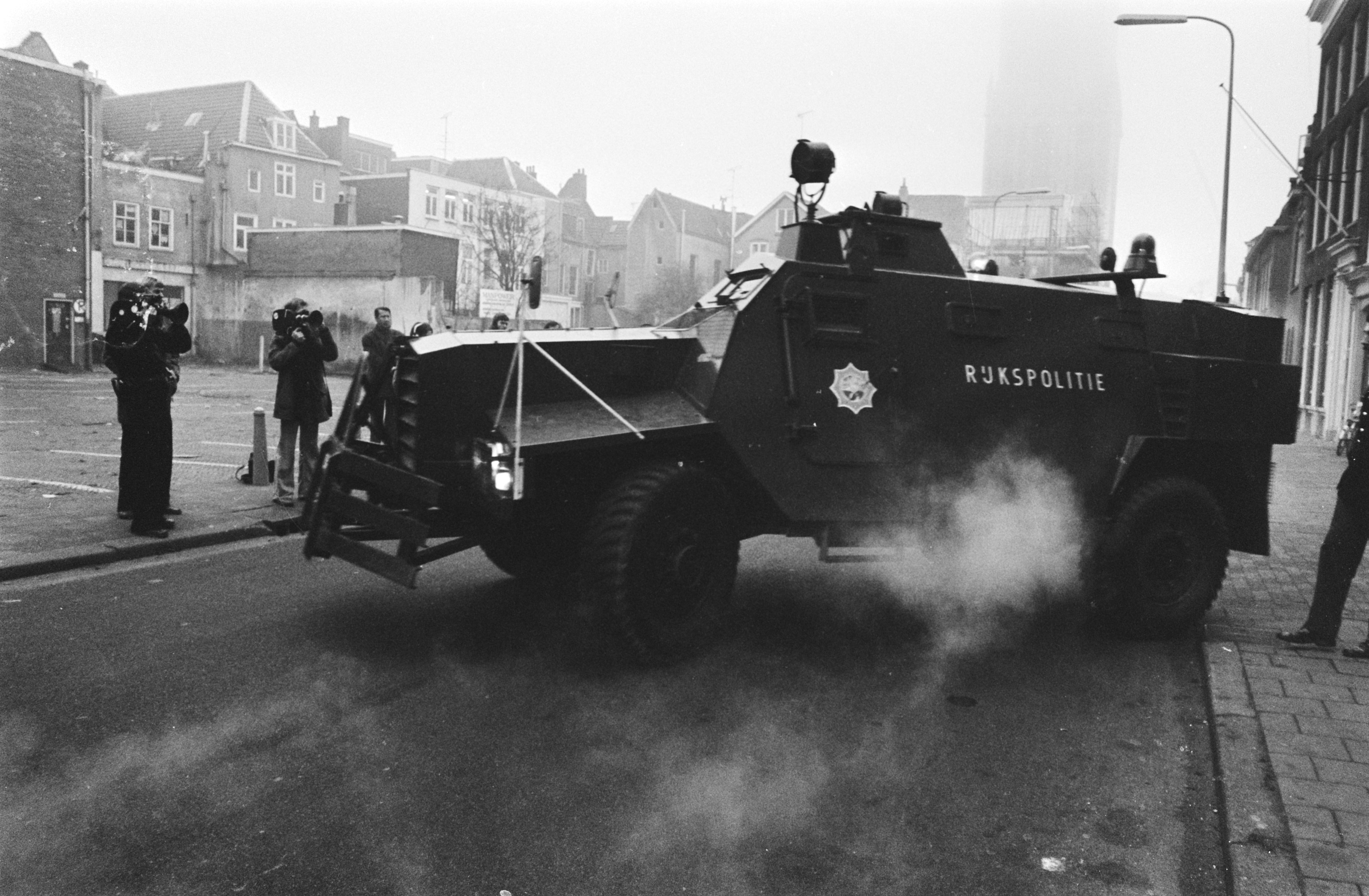
Het pantservoertuig waarin Folkerts naar de rechtbank in Utrecht wordt vervoerd

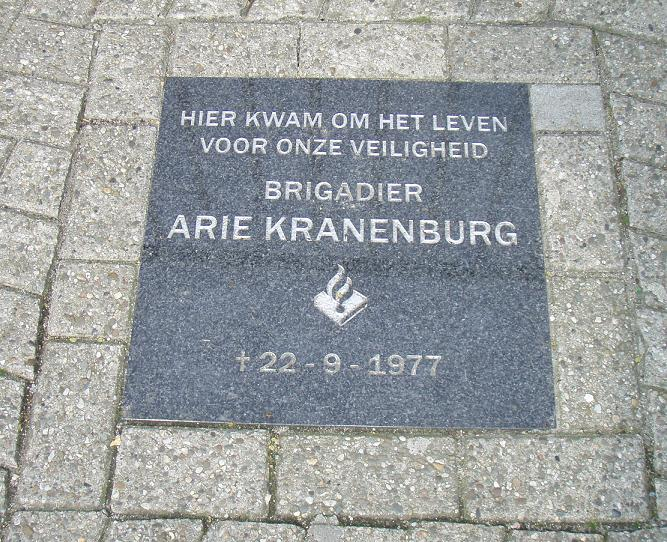
Gedenkplaat voor de door Folkerts vermoorde politieman Arie Kranenburg

Sinds Joke Kranenburg, de weduwe van de politieman, weet had van de vrijlating van Folkerts streed zij om  uitvoering te geven aan de Nederlandse straf. In 2005 vroeg het Openbaar Ministerie aan Duitsland om het Nederlandse vonnis alsnog ten uitvoer te brengen. Folkerts vocht dit verzoek aan omdat hij van mening was dat de tenuitvoerlegging van zijn straf in 2002 was verjaard. Uiteindelijk werd hij in 2010 door de Hoge Raad in het ongelijk gesteld. In 2011 bepaalde het gerechtshof in de Duitse stad Hamburg in hoger beroep dat Folkerts niet alsnog zijn straf hoeft uit te zitten. Het zou, aldus de uitspraak, 'onverdraaglijk hard' zijn als hij weer de cel in moet. Het voormalig RAF-lid zou geweld hebben afgezworen en zich sinds zijn vrijlating in 1995 goed gedragen. Folkerts heeft nooit persoonlijk spijt betuigd aan de weduwe van de agent die hij destijds doodschoot.